# Новолипецький металургійний комбінат
52°33′05″ пн. ш. 39°38′17″ сх. д. / 52.55139° пн. ш. 39.63806° сх. д.
Новолипецький металургійний комбінат, НЛМК (рос. Новолипецкий металлургический комбинат, до 1983 року — Новолипецький металургійний завод) — металургійний комбінат у російському Липецьку, одне з найбільших підприємств чорної металургії РФ, контролюється Групою НЛМК Володимира Лісіна.
НЛМК виробляє кокс, чавун, сталь, прокат. Дає 20 % переробного чавуну.

## Історія
Будівництво Новолипецького металургійного заводу було почато у 1931 році на базі Липецького залізорудного родовища.
Перший чавун одержано 7 листопада 1934 року.
На початку Другої світової війни устаткування доменного цеху і ТЕЦ демонтовано й евакуйовано в Челябінськ. На частині обладнання, що залишилася, виконувалися замовлення для фронту.
Відбудову заводу почато у 1949 році, у грудні 1950 року введено в експлуатацію першу доменну піч, 1951 року — другу доменну піч, 1957 року — цех гарячого прокатування трансформаторної сталі, у 1958—1959 роках — електросталеплавильний цех з установками безперервного розливання сталі (УБРС).
За радянськими даними, на НЛМЗ вперше в світі було освоєно 100 % розливання сталі на УБРС.
У 1960 році введено в дію цех холодного прокатування трансформаторної сталі.
У 1960—1980-х роках був основним постачальником холоднокатаної трансформаторної сталі в СРСР. Значна частина продукції експортувалася.
У 1962 році введено в дію 3 доменну піч, 1967 — 4. У лютому 1973 року задуто найбільшу на той час в СРСР доменну піч корисним об'ємом 3200 м³. У 1978 задуто 6 доменну піч.
До 1963 року завод працював на місцевій залізній руді, потім перейшов на використання залізної руди Курської магнітної аномалії.
У 1973 році в складі заводу були аглофабрика, коксохімічне і азотно-тукове виробництво, доменний, електросталеплавильний, конвертерний, листопрокатні й допоміжні цехи.. За радянських часів завод виготовляв кокс, чавун, сталь, листовий прокат, феросплави, ацетиленову сажу, аміачну воду та іншу продукцію.
Виплавка чавуну зросла у 1973 році, в порівнянні з 1965 роком у 2,5 рази, сталі — у 11,1 рази, виробництво прокату — у 11,6 рази.
У 1983 році, відповідно з наказом Міністерства ЧМ СРСР, НЛМЗ перейменовано на Новолипецький металургійний комбінат.
У 1990 році зупинено доменну піч № 1.
Після розпаду СРСР НЛМК перетворений на акціонерне товариство.
У 1993 році проведено приватизацію.
У 2000 році було вперше порушено питання про законність приватизації комбінату на офіційному рівні. Після відповідної перевірки управління інформації та громадських зв'язків Рахункової палати зазначило, що «рішення про приватизацію державного підприємства „НЛМК“ були прийняті з порушенням чинного законодавства». Згодом представниками утвореного АТ було подано низку позовів до держави, в результаті яких формально приватизацію було визнано законною. Наприклад, позов про приватизацію гідротехнічних споруд, а також акваторії, в якій вони розташовані.
У 2001 році практично повноправним власником комбінату став Володимир Лісін, включивши до групи своїх активів, розвиваючи свою багатогалузеву «імперію».
У 2005 році було проведено IPO.

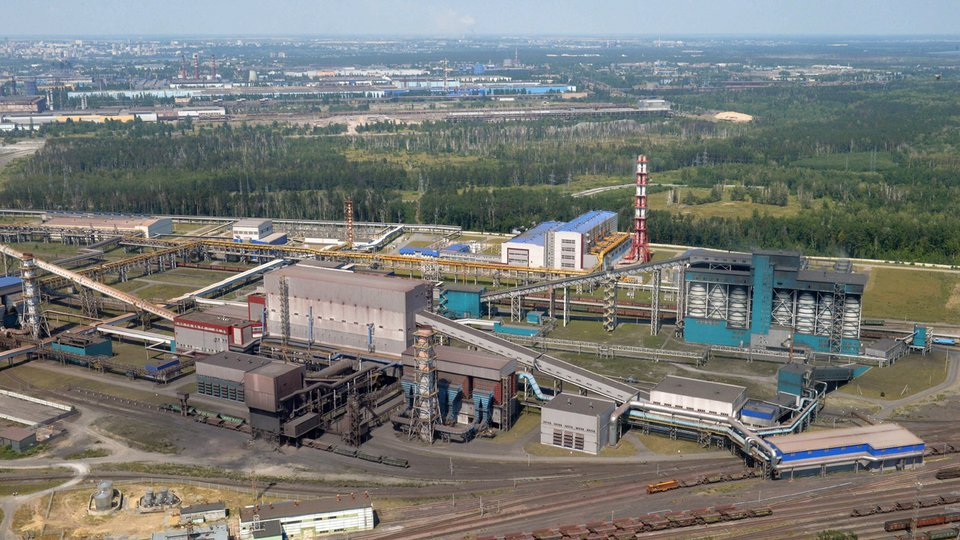
Комплекс конвеєрної шихтоподачі доменної печі № 7, введеної в дію у 2011 році

У серпні 2011 року введено в дію нову доменну піч № 7, прозвану «Росіянка», корисним об'ємом 3650 м³.[джерело?] На доменній печі було встановлено іноземне обладнання на багатьох важливих ділянках, будівництво печі провадилося з залученням іноземних спеціалістів. Вона стала першою доменною піччю в РФ, яка була побудована за останні 25 років.
В ніч на 24 лютого 2024 року українські БПЛА поцілили на комбінаті в установки для охолодження неочищеного коксового газу. Це призвело до зупинки комбінату на тривалий час. Підприємство на цей час працювало на військово-промисловий комплекс РФ й виконує велику кількість державних замовлень. Сировина з цього підприємства йде на виготовлення російських ракет, артилерії, безпілотників тощо.
1 травня 2025 року президент Зеленський ввів санкції проти комбінату.